# Fauna Škotske
Fauna Škotske su uglavnom uobičajene za sjeverozapadni europski dio paleoarktičke zone, iako je nekoliko vrsta najvećih sisavaca tog područja izumrlo zbog izlova, a ljudske aktivnosti su također dovele do uvođenja raznih životinja. Različita staništa s umjerenom klimom u Škotskoj su dom za 62 vrste sisavaca, uključujući i jednu populciju divljih mačaka, velik broj sivih i običnih tuljana i najsjeverniju populaciju dobrih dupina na svijetu.
Mnoge populacije ptica, poput tetrijeba ruševca i sjeverne snježnice (Lagopus lagopus) žive ovdje, a ova zemlja ima svjetski važna gnijezdilišta morskih ptica kao što je bluna. Suri orao je postao nacionalna ikona, a bukoči i bjelorepani su nedavno ponovo naselili ove prostore. Škotski krstokljun je jedina podvrsta kralježnjaka endemična za Ujedinjeno Kraljevstvo.
Mora Škotske su među biološki najproduktivnijim u svijetu; procjenjeno je da broj morskih vrsta u morima Škotske prelazi 40 000. Darwinovi brežuljci su važno područje za dubokomorske koralje koji žive u hladnoj vodi, i koji su otkriveni 1998.
U unutrašnjosti, skoro 400 genetički različitih populacija atlantskog lososa žive u rijekama Škotske. Od 42 vrste slatkovodnih riba, pola ih je ovdje dospjelo prirodnom kolonizacijom a pola su ih uveli ljudi.
Samo šest vrsta vodozemaca i četiri kopnenih gmazova žive tu, ali mnoge vrste beskralježnjaka koji tu žive su rijetki na drugim prostorima Ujedinjenog Kraljevstva. Procjenjeno je da postoji 14 000 vrsta kukaca, uključujući i rijetke pčele i leptire koji su zaštićeni zakonom. Organizacije za očuvanje prirode u Ujedinjenom Kraljevstvu se brinu da će klimatske promjene, a posebno njihov utjecaj na visoravni i bića u moru, ugroziti većinu faune Škotske.

## Staništa
U Škotskoj postoje razna staništa s umjerenom klimom, miješane listopadne i zimzelene šume, kao i močvarni, planinski, estuarijski, slatkovodni i morski krajolici, s krajolicima tundre. Oko 14% Škotske je pošumljeno (dosta tih šuma rastu na plantažama), ali prije nego što su ih ljudi posjekli, tu je postojalo mnogo više šuma širokolisnog drveća i tajgi.
Iako jako reducirane, zimzelene prašume u Škotskoj još postoje. 17% Škotske pokriveno je vlažnim travnjacima vrijeska i tresetom.
U Caithnessu i Sutherlandu nalaze se gotovo netaknuta močvarna područja, među najvećim na svijetu, koja podržavaju drugačiju zajednicu životinja.
75% škotske zemlje (uključujući neke močvare) se koristi za agrikulturu, dok urbana područja čine oko 3%.
Obala je duga 11 803 kilometra, a broj otoka s kopnenom vegetacijom je približno 800. Njih oko 600 leži na zapadnoj obali.
90% zapremine i 70% površine pod slatkim vodama u Ujedinjenom Kraljevstvu nalazi se u Škotskoj.
Ima više od 30 000 slatkovodnih jezera i 6600 riječnih sustava.

## Sisavci
Škotska je bila u potpunosti prekrivena ledom tokom pleistocenskih glacijacija. Kako je klima nakon glacijacija postajala toplija i led se povlačio, sisavci su stigli u ove krajeve. Međutim, otvaranje La Manchea (podizanjem razine mora) nije dozvolilo daljnje selidbe, pa zato unutrašnjost Ujedinjenog Kraljevstva ima samo dvije trećine vrsta koje su dospjele do Skandinavije.
Hebridski otoci na zapadnoj obali Škotske imaju samo pola životinja kojih ima Britanija. Šezdeset dvije vrste sisavaca žive u divljini u i oko Škotske uključujući 13 vrsta koje žive na obalama mora. Za populaciju trećine kopnenih sisavaca smatra se da se smanjuje zbog faktora poput zagađenja okoliša, fragmentacije okoline, promjena u načinu uzgoja biljaka, prevelike ispaše i zbog kompeticije s uvezenim vrstama. Nijedna vrsta sisavca nije endemična za Škotsku, iako podvrste nekih poljskih miševa i voluharica jesu. Smatra se da su voluharice uveli ljudi još prije 4000 godina.

### Grabežljivci
Pripadnici porodice kuna u Škotskoj su tipični i za ostatak Velike Britanije, s tim da europski tvor tu ne živi i da je kuna zlatica brojnija nego drugdje u Ujedinjenom Kraljevstvu, ali je čistoća vrste poremećena dolaskom američke kune u sjeverni dio Engleske. Škotska je dom jedinoj populaciji divlje mačke na Britanskom otočju, čiji je broj procjenjen između 400 i 2000 jedinki, kao i jednoj podvrsti crvene lisice, Vulpes vulpes vulpes, koja je veća od V. v. cruciger i koja ima dvije različite forme. Divljoj mački prijeti ozbiljan rizik od izumiranja zbog neadekvatnosti zakona o zaštiti ove vrste.
Poduzeto je istrebljivanje populacije uvezene američke kune (koja je donesena ovamo 1950-ih za uzgoj zbog krzna) pod pokroviteljstvom Hebridean Mink Projecta. Ovo će možda biti prošireno na druga područja gdje tih kuna ima mnogo, a možda i u cijelom Ujedinjenom Kraljevstvu.
Izuzevši povremene posjetitelje, samo pripadnici pravih tuljana žive ovdje cijelu godinu. Dvije vrste, sivi i obični tuljan, su prisutni po obalama Škotske i to u svjetski važnim brojevima. Godine 2002. populacija sivih tuljana procjenjena je na 120 600 odraslih jedinki, što je oko 36% svjetske populacije i više od 90% u UK-u. Škotska populacija običnog tuljana se procjenjuje na 29 700, oko 90% UK-a i 36% europske populacije.

### Štakori, kukcojedi i zečevi
Sedamdeset pet posto crvenih vjeverica Ujedinjenog Kraljevstva živi u Škotskoj. Ovu vrstu ugrožavaju uvedene sive vjeverice, a Scottish Strategy for Red Squirrel Conservation ima strategiju koja podržava njeno dugoročno očuvanje.
U istraživanjima iz 2007. pripisana je zasluga rastućoj populaciji kuna zlatica za pomoć u ovom programu time što su lovile isključivo sive vjeverice. Škotska nema populaciju puhova ili puhova orašara, niti žutogrlog miša, a areal patuljastog miša je ograničen na južni dio zemlje. Apodemus sylvaticus hirtensis i neke podvrste voluharice su endemične, ali inače su glodari isti kao i u ostatku UK-a.
Kopneni kukcojedi su uglavnom slični kao i oni u ostatku Britanije.
Scottish Executive i Royal Society for the Protection of Birds su nedavno odlučili ukloniti ježeve iz Vanjskih Hebrida jer je njihovo uvođenje izazvalo smanjenje populacije nekih ptica močvarica. Uklanjanje ježeva je prekinuto 2007. godine. Uhvaćene životinje su preseljene u unutrašnjost. Ovaj program im je smanjio populaciju: godine 2007. su bile uhvaćene samo dvije jedinke.
Od reda Lagomorpha samo su zečevi i kunići prisutni u Škotskoj. Planinski zec je jedini zec koji je oduvijek živio na ovim prostorima. Poljskog zeca i patuljastog kunića su doveli Rimljani, ali nisu bili veoma rasprostranjeni sve do 19-og stoljeća.

### Parnoprstaši
Landseerova slika mužjaka običnog jelena, Monarch of the Glen (Kralj Glena), jedna je od najznačajnijih slika viktorijanske Škotske. Ta vrsta, pripadnik reda parnoprstaša još uvijek je brojna (ima 40 000 jedniki), ali njegov opstanak u čistom obliku ugrožava hibridizacija s uvezenim sika jelenom. Kako je obični jelen uglavnom planinska vrsta, u dolinama ga zamjenjuje srna. Iako živi drugdje u UK-u, ne postoje divlje populacije Hydropotes inermis i vrsta roda Muntiacus u Škotskoj. Postoje izolirane populacije divljih koza i divljih ovaca.

### Drugi sisavci
Samo devet od šesnaest vrsta šišmiša koji žive drugdje u Britaniji živi i u Škotskoj. Rasprostranjene vrste su Pipistrellus pipistrellus, Pipistrellus pygmaeus, Plecotus auritus, Myotis daubentoni i Myotis nattereri. Oni s ograničenijom rasprostranjeošću su Myotis mystacinus, vrste roda Nyctalus, Nyctalus leisleri i Pipistrellus nathusii. Nijedna vrsta šišmiša ne živi na Shetlandskim otocima, ali neki ponekada zalutaju i dospiju tu.
Dvadeset jedna vrsta kitova je zabilježena u vodama Škotske u zadnjih 100 godina, uključujući i kitove ubojice, ulješure, dobre dupine, Rissove dupine i druge. Kolonija od 100 dobrih dupina s Moray Firtha je najsjevernija na svijetu. Znanstvenici su od 1992. do 2002. istraživali strvine pliskavica i otkrili da je trećina njih umrla od napada dupina. Tobolčar Macropus rufogriseus je uvezen na jedan otok u Loch Lamondu i osnovao je koloniju.

### Izumiranja i ponovno uvođenje
Tokom pleistocenskih interglacijacija, arktičke životinje kojih danas tu više nema, nastanile su Škotsku, uključujući i dlakavog nosoroga, mamuta, polarnog medvjeda, leminga, arktičku lisicu i divovskog jelena Megaloceros giganteus. Druge životinje koje su nastanjivale Škotsku, ali su izumrle, su ris, koji je u Britaniji živio do prije 1500 godina, mrki medvjed (izumro u 9-om ili 10-om stoljeću) i los, koji je preživio do 1300-tih. Divlja svinja i tur su izumrli u sljedeća dva stoljeća. Posljednji vuk je ubijen u Invernessshireu 1743. godine, a morž je sada samo rijetki posjetitelj. 
Na St Kildi je također postojala endemična podvrsta kućnog miša, Mus musculus muralis, koji je izumro 1938. godine.
Udruga Scottish Natural Heritage je ponovo uvela dabrove na ove prostore, donijevši ih iz Norveške. Ta je vrsta tu živjela do 15. stoljeća. Divlje svinje su također ponovo dovedene, a planira se i uvođenje vukova koji bi popunili ekosustav.

## Ptice
U povijesti sisavaca postoje tri razdoblja koja se preklapaju: prirodna kolonizacija nakon ledenog doba, izumiranja koja je izazvao čovjek i uvođenje novih vrsta od strane ljudi. Kod ptica je takvu generalizaciju teže potkrijepiti dokazima zbog njihove veće mobilnosti. Moderni ljudi su načinili veliku štetu ptičjim vrstama, posebno pticama grabljivicama, ali prirodne varijacije u populacijama su kompleksne. Naprimjer, burnjaci su postojali u Skara Braeu tokom neolitika, ali im je u Srednjem vijeku areal bio ograničen na otoke St Kilda. Od tada su proširili svoj areal.
Većina od oko 250 vrsta ptica svakodnevno viđenih u Britaniji dolutaju do Škotske, a možda ih se još oko 300 rjeđe pojavljuje. Ocijenjene su 274 vrste i stavljene su na jednu od tri liste, zelenu, žutu ili crvenu, koja pokazuje njihovu ugroženost. Četrdeset ih je na crvenoj, 121 je na žutoj, a 86 ih je na zelenoj listi.
Škotski krstokljun, Loxia scotica, koji nastanjuje planinske zimzelene šume je jedina endemična ptica Britanije i, sa samo 300 parova, jedna od najugroženijih vrsta Europe. Njegov oblik tijela, crvena/zelena boja i običaj da visi naopačke je dovelo do poređenja s papigama. Na St Kildi postoji jedinstvena podvrsta carića, Troglodytes troglodytes hirtensis, koji se prilagodio stajanju na stijenama i liticama na tom golom otoku u Atlantiku i razvio veća i snažnija stopala od drugih carića. Također ima neznatno veći, duži kljun, sivlje perje i drugačiji pjev. Ova podvrsta je priznata 1884. i zaštićena 1904. da se zabrani njeno uništavanje "u rukama ornitologa, skupljača jaja, nadjevača životinja i turista".

### Ptice grabljivice
Samo nekoliko parova od oko 600 surih orlova Britanije živi u Škotskoj kao što je slučaj i sa sivim sokolima.
Sokol grlaš, eja strnjarica i kosac, iako žive u Engleskoj i Walesu, ovdje uglavnom ne žive.
Godine 1916. engleski vikar je ukrao posljednja jaja orla štekavca, a posljednji odrasli primjerak je ustrijeljen dvije godine kasnije.
Međutim, ova vrsta je ponovno uvedena na otok Rùm 1975. godine. Proširila se na razne obližnje otoke i do 2006. je bilo 30 parova. Unatoč strahu lokalnih farmera, Royal Society for the Protection of Birds (RSPB) planira pustiti do 100 mladih orlova na istočnu obalu Škotske. Crvenkasta lunja je istrebljena u Škotskoj 1879. godine, a RSPB je pokrenuo program ponovnog uvođenja 1980.-ih. Iako je ta vrsta napravila dobar napredak, procjenjuje se da je 38% od 395 ptica rođenih između 1999. i 2003. otrovano, a još 9% su ubili ljudi.
Nakon odsutnosti skoro 40 godina, bukoč je uspješno rekolonizirao Škotsku ranih 1950.-ih. Sada postoji 150 parova.
Druge ptice grabljivice iz UK-a poput vjetruše, eje strnjarice, jastreba, kopca, šumske sove i kukuvije su jako rasprostranjene u Škotskoj, iako je ćuk više vezan za jug. Škanjci mišari su pokazali veliku izdržljivost oporavivši se od ubijanja od strane ljudi i epidemije 1950-ih, koja im je smanjila količinu dostupnog plijena. Broj im se između 1978. i 1998. godine više nego utrostručio. S druge strane, samo se jedan par sniježnih sova razmnožavao na otoku Feltar između 1967. i 1975. godine.

### Morske ptice
Škotska mora su dom za gotovo polovicu morskih ptica Europske unije uključujući i oko pola svjetske populacije bluna i trećinu svjetske populacije malog zovoja. Četiri vrste morskih ptica imaju više od 95% Britanske populacije u Škotskoj, a daljnjih četrnaest imaju više od polovice populacije u škotskim kolonijama. Otok St Kilda, koji pripada Svjetskoj baštini, je raj za morske ptice i ima veliki značaj za njih. Ima 60 000 bluna (24% svjetske populacije), 49 000 parova Oceanodroma leucorhoa (90% europske populacije), 136 000 parova tupika (morski papagaj) (30% populacije UK-a) i 67 000 parova burnjaka (13% populacije UK-a). Otok Mingulay također ima veliku populaciju morskih ptica i važno je gnjezdište malih njorki, s 9514 parova, 6,3% europske populacije.
Šezdeset posto svih velikih pomornika se gnijezde u Škotskoj, uglavnom u Orkneyu i Shetlandu, iako ovdje nisu dospjeli do prije 18. stoljeća. 90% arktičkih čigri se razmnožava u Škotskoj. Sličan je slučaj i s crnom njorkom. 
Škotska je dom i za 1000 parova kratkorepog pomornika i 21 000 parova morskog vranca.
Nadalje, na vrhuncu sezone parenja, 130 000 ptica nastanjuje prirodni rezervat Fowlsheugh u Aberdeenshireu, što je čini najvećom kolonijom morskih ptica u Britaniji. Ima dosta galebova, morskih papagaja i malih njorki. Na Bass Rocku živi 40 000 bluna, a njihov znanstveni naziv Morus bassanus potiče od te stijene.

### Fazanke i močvarice
Tetrijeb gluhan koji je na crvenoj listi i sniježna jarebica se razmnožavaju u Škotskoj i ne žive drugdje na Britanskom otočju. Ovaj prvi je izumro u Škotskoj 1785. ali je uvezen iz Švedske 1837. godine. Postoji mnogo fazanki uključujući i tetrijeba ruževca i poznatu Lagopus lagopus scotica. Prepelica, poljska jarebica i fazan su rasprostranjeni, ali riđa jarebica baš i nije. Malena kolonija uvezenog zlatnog fazana živi na jugozapadu.
Među močvaricama, vlastelica, ćukavica, kulik sljepčić i morski kulik tu ne žive. U ljeto plitka jezera obezbjeđuju hranu mnogim močvaricama i patkama, uključujući gavku, patku žličarku, ušatog gnjurca i crnu patku. Patke batoglavice su kolonizirale područje oko nacionalnog parka Cairngorms od 1970-ih, i oko 100 parova živi tamo. Većina od oko 8000 žutokljunih labudova na Britanskom otočju zimuje u Škotskoj i Irskoj.
Skoro sve od 40 000 bjelolicih guski, koje se razmnožavaju na Grenlandu, dolaze na otok Islay prezimiti. Većina njih ostaje samo nakoliko dana dok se na raziđu. Skoro isto njih koriste zaljev Montrose kao privremeno odmaralište u listopadu, a 20% svjetske populacije zimuje na škotskim jezerima. Srednji plijenor i crvenogrli plijenor žive uglavnom na sjeveru i zapadu Škotske.

### Vrapčarke
Gavrani su tipične šumske ptice u većem dijelu Europe, ali u Škotskoj su uglavnom povezani s planinama i obalama mora. 
2002. godine siva vrana je priznata kao odvojena vrsta od crne vrane. Nedavna istraživanja su pokazala da se broj gavrana povećava, ali se broj sivih vrana smanjio za 59%, dok je broj crnih vrana ostao isti. 340 parova crvenokljunih galica se gnijezdi na otocima Islay i Colonsay.
Kao i kod krstokljuna, 2400 parova ćubastih sjenica živi raštrkano u preostalim prašumama Škotske. Broj planinskih kosova se smanjio na oko 7000, vjerojatno zbog većeg broja turista koji ih uznemiravaju. Ima manje od 100 parova sniježne strnadice, iako im se zimi priključe selice iz kontinentalne Europe. Smatra se da vodenkosovi koriste jedno gnijezdilište od 1881. godine. Škotska ima 95% britanske populacije gorske juričice, oko 64 000 parova.

### Druge ptice
Pokušaji da se očuva plahi kosac su bili uspješni, i broj ove vrste s crvene liste je sada 670 parova. Vijoglava, također na crvenoj listi, ima samo 2 do 10 parova u Škotskoj.
 Od golubova divlja grlica tu uglavnom ne živi, ali golub pećinar živi na sjeveru i zapadu Škotske i Irske.

### Izumrle ptice
Sivi ždral i bukavac nebogled su izumrli zbog izlovla i isušivanja močvara u 18. stoljeću. Posljednja velika njorka je ubijena na Stac an Arminu, stijeni u arhipelagu St Kilda u srpnju 1840. godine.

## Kopneni gmazovi i vodozemci
Samo šest vrsta vodozemaca i četiri kopnena gmaza su izvorni stanovnici Škotske. U vodozemce spadaju tri vrste vodenjaka: veliki vodenjak (manje od 1.000 jedniki), mali vodenjak i Lissotriton helveticus. Drugi vodozemci su smeđa krastača, krastača i riđa žaba. Jedina invazivna vrsta vodozemca u Škotskoj je planinski vodenjak, nedavno viđen u području oko Edinburgha.
U gmazove spadaju riđovka, bjelouška, sljepić (koji je zapravo beznogi gušter, iako izgleda kao zmija) i živorodna gušterica. Obična smukulja, viđena drugdje u UK-u, ovdje ne živi, a i bjelouška je rijetka.

## Ribe i ostale vodene životinje
Od 42 vrste riba nađenih u slatkim vodama Škotske, samo polovina je dospjela prirodnom kolonizacijom. Izvorne vrste su Alosa alosa, potočna pastrva, jegulja i riječna paklara. Rijeke su dom za jednu od najvećih kolonija lososa u Europi, sa skoro 400 rijeka koje imaju genetički različitu populaciju. Pet vrsta je Škotsku koloniziralo prije 1790. godine. To su: štuka, bodorka, brkica, grgeč i pijor. Rjeđe izvorne vrste su Coregonus clupeoides (živi na samo dvije lokacije i veliku prijetnju mu predstavlja uvezeni balavac) i jezerska zlatovčica.
Školjka Margaritifera margaritifera je prije bila dovoljno brojna za komercijalne aktivnosti, i Škotska i dalje ostaje njezino glavno uporište u Europi. Postoje populacije u više od 50 rijeka.
Mora Škotske, koja čine područje veće od mora ostatka UK-a, su među biološki najproduktivnijima na svijetu. Dom su za jednu trećinu svih vrsta delfina i kitova, većinu crvenih algi Velike Britanije, dagnje i morske trave, kao i za upadljive vrste poput tankog morskog perca, Funiculina quadrangularis. Procjenuje se da potpuni broj škotskih vodenih vrsta prelazi 40 000. Tu spada 250 vrsta riba, 4 vrste morskih kornjača, 2500 vrsta rakova i 700 vrsta školjki.
Darwinovi brežuljci, važno područje koraljnih grebena koji mogu preživjeti u hladnoj vodi, otkriveno 1988. godine, je oko 1000 metara ispod razine mora u Atlantskom oceanu, oko 185 kilometara sjeverozapadno od rta Wrath. 
To područje pokriva oko 100 km kvadratnih i sadrži na stotine brežuljaka oko 100 metara u promjeru i 5 m visokih.
Moguće je da ovakvo područje ne postoji nigdje drugdje u svijetu. Na vrhovima brežuljaka su Lophelia koralji.

## Kopneni beskralježnjaci
Sedamdeset sedam vrsta kopnenih puževa i oko 14 000 vrsta kukaca žive u Škotskoj, ali nijedan nije zaista endemičan.  Tu sapada i Pardosa lugubris, vrsta pauka vučjaka prvi put pronađenog u UK-u 2000-te i Formica aquilonia, vrsta mrava. Ovi mnogobrojni mravi grade mravinjake od šišarki i borovih iglica koje nađu na šumskom tlu. Neki su nastanjeni već desetljećima. Jedna kolonija može skupiti 100 000 kukaca na dan da bi nahranila pola milijuna mrava
Zajedno s tim mravom, nekoliko škotskih vrsta beskralježnjaka, inače rijetkih u ostatku države, postoje tu. Tu spada pet vrsta mrava i pčela, šest vrsta moljaca i leptira, pet vrsta muha i jedna vrsta tvrdokrilca.
Iako se populacije mnogih vrsta leptira drugdje smanjuju, nedavna istraživanja su pokazala da se neke od tih rijetkih vrsta sele na sjever zbog klimatskih promjena. U lipnju 2008. odrasla jednika Ethmia pyrausta je otkrivena u Easter Rossu. To je bio peti put od njegovog otkrića kod Loch Shina 1853. godine.
Najbolje poznat beskralježnjak bi mogla biti vrsta Culicoides impunctatus, sićušni kukac. Njegova ishrana drvetom može rezultirati u dvadesetpostotnom gubitku ljetnih radnih dana za drvnu industriju.

## Kriptidi
Priča se da postoje razne egzotične mačke u Škotskoj, a opisivane su uglavnom kao crne, dugonoge životinje, slične pumi ili leopardu, ali njihovo postojanje nikada nije dokazano. Najpoznatije stvorenje je Čudovište iz Loch Nessa, nazvano Nessie. Opisana je kao Plesiosaur, a ponekad kao morska zmija. Prvi zabilježeni susret s Nessie datira unazad do 565 godine. U 19-om stoljeću je na obalu otoka Orkney dospjelo tijelo neidentificiranog bića, za kojeg znanstvenici smatraju da je bio morski pas.

## Očuvanje prirode u Škotskoj

### Izazovi
Očuvanje prirodne okoline je jako razvijeno u Ujedinjenom Kraljevstvu. Sredstva organizacija možda su nedovoljna, ali kad se usporede s ranijim stavovima o okolišu, upečatljiva. U viktorijansko doba nekoliko je životinja izumrlo u Škotskoj, ali skala ubijanja u lovu na posjedima bila je zapanjujuća. Richard Perry zapisao je na imanju u Cairngormsu između 1837. i 1840. godine da je sljedeća gamad istrebljena od strane čuvara u interesu očuvanja lještarke:

246 lasica, 198 divljih mačaka, 106 tvorova, 67 jazavaca, 58 vidri, 475 gavrana,  462 vjetruše, 371 grubonogi škanjac, 285 ostalih škanjaca, 275 jastrebova, 98 sivih sokolova, 92 lunje, 78 žurica, 71 kratkouhi orao, 63 jastrebova kokošara, 35 dugouhih orlova, 27 morskih orlova, 18 orlova ribara, 15 zlatnih orlova, 11 hobija, 6 velikih sokolova, 5 močvarnih pasa, 3 osičara,

i zbog razloga trenutno nepovezanih s lovom na lještarke, dalje

11 lisica, 301 hermelin i lasica, 78 kućnih mačaka, 1431 ćubasta ili golovrana vrana, 3 barske sove, 8 svraka i 7 "narančastonogih sokolova". 

Perry je izjavio da je njegova "prva reakcija na ovu groznu crnu listu bila začuđena nevjerica. Još uvijek nalazim nevjerojatne detalje." U nekim slučajevima ovi brojevi veći su od broja trenutno živućih jedinki u cijeloj državi.
I dalje se vidi da je uništenje napravljeno u viktorijansko doba i dalje nadir fauni Škotske. Također, klimatske promjene nastale u primorskim dijelovima Škotske uništavaju sva staništa. Među pticama,  alpska kokoška, pijukavac i snježna žutovoljka posebno us ugrožene jer ovise o visinskim staništima, a populacija će im se vjerojatno smanjivati zbog sve toplijeg vremena. Sisavci i ostali kralježnaci mogu orići bolje, iako su lokalizirane populacije u opasnosti. Morski život već je povrijeđen. Sve manje je vrsta plaktona koje preferiraju hladnu vodu i tako i sve manje hrane morskim pticama. Dalje evidentiranje problema vodi za to specijaliziran dio univerziteta St Andrews University. Analize pretpostavljaju da je populacija običnih tuljana u Orkneyu i Shetlandu pala za 40% od 2001. do 2006. godine, što je navelo škotsku vlast da poduzme nove zaštitne mjere za očuvanje tog reda.
Složenosti uključene u očuvanje škotske divljine istaknute su u RSPB izvješću, uz napomenu da je kuna zlatica značajan grabljivac tetrijebovih gnijezda. Obe vrste su zaštićene. 

### Organizacije za očuvanje prirode
Nekoliko javnih organizacija imaju važnu ulogu u upravljanju škotskom faunom. Scottish Natural Heritage je zakonom osnovano tijelo odgovorno za upravu prirodnom baštinom Škotske. Jedna od njegovih dužnosti je da stabilizira nacionalne prirodne rezervate (National Nature Reserves - NNR). Do 2004. godine bilo ih je 73, ali nakon provjere napravljene na kraju godine, značajan broj mjesta izgubio je svoj status nacionalnog prirodnog rezervata, tako da ih je 2006. godine bilo 55. Komisija za šume (Forestry Commission) upravlja škotskim šumskim oblastima i jedna je od najvećih državnih zemljoposjednika. Zajednički komitet za očuvanje prirode (Joint Nature Conservation Committee) zakonski je savjetnik u Vladi Ujedinjenog Kraljevstva i međunarodna organizacija za zaštitu prirode.
Država ima dva nacionalna parka. Cairngorms National Park uključuje najveću oblast arktičkih planina u Ujedinjenom Kraljevstvu. Mjesta proglašena važnima za očuvanje prirodne baštine zauzimaju 39% kopnene površine, od kojih su dvije trećine od velike europske važnosti. Loch Lomond and the Trossachs National Park sadrži najviše pitke vode u Ujedinjenom Kraljevstvu, planine Breadalbane i morska jezera od Argylla.
Dobrotvorne i volonterske organizacije također igraju važnu ulogu. National Trust for Scotland humanitarna je udruga koja štiti i promovira škotsku prirodu i prirodno nasljeđe. S više od 270 000 članova to je najveća humanitarna udruga u Škotskoj.  Scottish Wildlife Trust vodeća je volonterska udruga za zaštitu prirode, koja radi na zaštiti škotskog prirodnog posjeda.  Royal Zoological Society of Scotland iskusno je društvo i registrirana udruga koja održava zoološki vrt Edinburgh Zoo i Highland Wildlife Park, safari park i zoološki vrt blizu  Kingussiea). Udruga također radi u nekoliko programa za očuvanje prirode diljem Škotske i svijeta. Royal Society for the Protection of Birds promovira očuvanje ptica i ostalih divljih životinja kroz zaštitu i renaturiranje staništa. John Muir Trust organizacija je čija je glavna uloga zaštita divljeg zemljišta i životinja, kroz posjedovanje zemljišta i promociju edukacije i očuvanja prorode.  Udruga posjeduje i upravlja posjedima na lokacijama uključujući Knoydart i Assynt, i na otoku Skye. Povezana je i sa Sierra Clubom u Sjedinjenim Državama koji također slavi ostavštinu Johna Muira. Trees for Life organizacija je s ciljem da obnovi "divlje šume" u planinama Northwest Highlands i Grampian Mountains.

## Vanjske poveznice
- Scottish Natural Heritage
- Forestry Commission Scotland  Arhivirana inačica izvorne stranice od 17. prosinca 2010. (Wayback Machine)
- Udruženo povjerenstvo za očuvanje prirode  Arhivirana inačica izvorne stranice od 13. kolovoza 2020. (Wayback Machine)